# Nototropis urocarinatus
Nototropis urocarinatus är en kräftdjursart som först beskrevs av Harold Hall McKinney 1980.  Nototropis urocarinatus ingår i släktet Nototropis och familjen Dexaminidae. Inga underarter finns listade i Catalogue of Life.